# Annette Lu
Annette Lu (nacida como Lu Hsiu−Lian; chino tradicional: 呂秀蓮; chino simplificado: 吕秀莲; pinyin: Lǚ Xiùlián; POJ: Lū Siù-liân; nacida el 7 de junio de 1944) es una política taiwanesa.
Miembro del Partido Democrático Progresista y Vicepresidente de la República de China entre 2000 y 2008.

## Biografía
Nació en el condado de Taoyuan, al norte de la isla de Taiwán. Se graduó de la Primera Escuela Preparatoria para Señoritas de Taipéi y estudió Derecho en la Universidad Nacional de Taiwán. Al graduarse en 1967, obtuvo una maestría en la Universidad de Illinois en Urbana-Champaign y un grado en la Universidad de Harvard.
En la década de 1970 se convirtió en una activista feminista en Taiwán e incluyó la redacción de un libro llamado "Nuevo Feminismo" o Xin Nüxing Zhuyi (新女性主義). Renunció a su antigua membresía con el Kuomintang y se unió al movimiento Tangwai y trabajó en el Formosa Magazine. Pudo sobrevivir a un cáncer de garganta en 1974 y participó en las protestas que precipitaron el Incidente de Kaohsiung siendo sentenciada a 12 años por cargos de sedición, pero obtuvo la libertad condicional al cumplir 5 años y 4 meses debido a un cáncer de tiroides. Fue elegida para el Yuan Legislativo en 1993 y en 1997 fue elegida como magistrada en Taoyuan.
El 18 de marzo de 2000 fue elegida como Vicepresidente de la República de China como compañera de fórmula de Chen Shui-bian. En 2001 fue premiada con el Premio de la Paz Mundial por la Misión de Cuerpos de la Paz Mundial. Durante los meses previos a la elección de 2004 había muchas especulaciones sobre si sería elegida nuevamente como compañera de Chen, y miembros del partido estaban presionándolo para que eligiera una persona menos controvertida. Sin embargo, el 11 de diciembre de 2003 Chen la eligió como su compañera para un segundo término.
El 19 de marzo de 2004 Lu fue herida en la rótula junto con el presidente Chen que fue herido en el abdomen, durante el Intento de magnicidio del 3-19, un día antes de las elecciones presidenciales. Ambos sobrevivieron y fueron dados de alta el mismo día. La nominación Chen-Lu del Partido Democrático Progresista venció a la alianza del Kuomintang y el Qinmindang con apenas unos 29 mil votos.
Luego de las elecciones de 2004 Lu continúo con sus declaraciones controvertidas. En junio de 2004 se reunió con expatriados en San Francisco y propuso renombrar oficialmente el país como "República de China en Taiwán", con el fin de resolver la disputa sobre la identidad taiwanesa. Sin embargo, su idea fue duramente criticada por ambos lados, desde aquellos que deseaban eliminar el término "República de China" hasta aquellos que declararon que su propuesta violaba el principio de los "cuatro noes y un sin" promulgado por Chen en 2000. Lu fue cuidadosa y declaró que era su opinión personal y no una propuesta oficial. También tuvo una controversia luego de unas inundaciones, en donde ella hizo declaraciones ofensivas contra los aborígenes de Taiwán por vivir en zonas inundables.
Lu se postuló como candidata para las primarias del partido hacia las elecciones presidenciales del 2008, pero recibió solamente el 6,16% de los votos siendo vencida por Frank Hsieh.
El 21 de septiembre de 2007 fue acusada por cargos de corrupción y malversación de fondos por 165 mil dólares de una cuenta especial de gobierno.

## Posición política
Lu ha sido una de las figuras más abiertas a favor de la independencia de Taiwán, mucho más que el presidente Chen Shui-bian, y ha sido más criticada que Chen por parte del gobierno de la República Popular China y por simpatizantes de la reunificación china.
En ocasiones ha tenido diferencias con Chen, particularmente relacionados con la política entre las dos naciones del estrecho. Mientras Chen comenzaba a enviar señales de conciliación, Lu constantemente hacía comentarios inflamatorios a los medios de comunicación.
| Predecesor: Lien Chan | Vicepresidente de la República de China 2000-2008 | Sucesor: Vincent Siew |